# Komo-Mondah
Komo-Mondah ist ein Departement in der Provinz Estuaire in Gabun und liegt im Westen des Landes. Das Departement hatte 2013 etwa 90.000 Einwohner.

## Gliederung
- Ntoum
- Owendo
- Bikele
- Kanton Komo Ndé